# جو بومان (لاعب كرة قاعدة)
جو بومان (بالإنجليزية: Joe Bowman) هو لاعب كرة قاعدة أمريكي، ولد في 17 يونيو 1910 في كانساس سيتي في الولايات المتحدة، وتوفي في 22 نوفمبر 1990 في كانساس سيتي في الولايات المتحدة.

## وصلات خارجية
- جو بومان على موقع دوري كرة القاعدة الرئيسي (الإنجليزية)
- جو بومان على موقعبيزبول رفرنس.كوم (الدوري الرئيسي) (الإنجليزية)
- جو بومان على موقعبيزبول رفرنس.كوم (الدوري الثانوي) (الإنجليزية)
- جو بومان على موقع مشجعي الرسوم البيانية (الإنجليزية)